# Список церквей в Английском Мидлендсе, сохранённых Фондом сохранения церквей

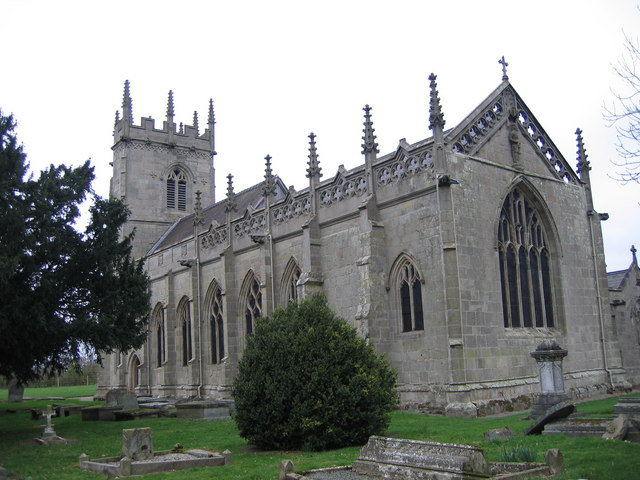
Церковь святой Марии Магдалины в Бэтлфилде

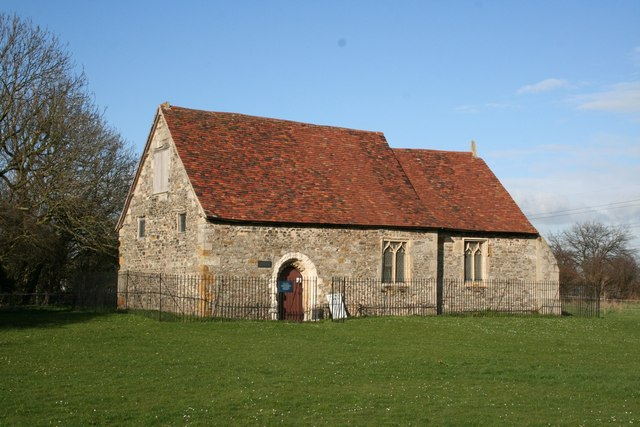
Эльстонская часовня

Фонд сохранения церквей (первоначально Фонд излишних церквей) — благотворительная организация для сохранения и защиты находящихся под угрозой исчезновения церковных зданий, которые более не используются Церковью Англии для богослужения. Фонд основан в 1968 году.
В Английском Мидлендсе Фонд сохраняет 74 церкви в Дербишире, Ноттингемшире, Шропшире, Стаффордшире, Лестершире, Ратленде, Херефордшире, Вустершире, Уорикшире, Нортгемптоншире и Глостершире. Древнейшая церковь — св. Андрея в Роксетере — содержит части, восходящие к англосаксонской эпохе, новейшая — Иоанна Крестителя в Эйвон-Дассет — построена в 1868 году. Большинство церквей датируются XII—XIII веками. Все они являются реестровыми памятниками архитектуры Англии. Часть из них расположены в городах и утратили богослужебную функцию в пользу соседних церквей (св. Петра в Нортгемптоне, Всех Святых в Лестере, св. Марии в Шрусбери, св. Николая в Глостере, св. Свитуна в Вустере, св. Вербурги в Дерби). Некоторые расположены уединённо в сельской местности и перестали использоваться потому, что их приход опустел (св. Кутберта в Нолм-Лейси, св. Варфоломея в Фурто, Пендокская церковь и церковь св. Петра в Вольфгемпкоте). Некоторые церкви были построены при поместьях, ныне утраченных (Всех святых в Кедлстоне, св. Андрея в Крэнфорде, Уиткотская часовня). Некоторые церкви переданы Фонду лишь частично, например, от церкви св. Освальда в Лессингтоне осталась только башня. Также только башня сохраняется фондом в церкви св. Марии в Брентингби, в то время как остальное здание превращено в жилой дом. От церкви св. Вербурги в Дерби Фонд сохраняет башню и алтарную часть, а неф стал коммерческим помещением.

## Классификация
| Класс | Критерий                                                                                                |
| ----- | --- |
| I     | Здание представляет исключительный интерес, иногда рассматривается как памятник международного значения |
| II*   | Важное здание, представляющее особый интерес                                                            |
| II    | Здание общегосударственного значения, представляющее особый интерес                                     |

## Список церквей
| Название и место                            | Графство и координаты                             | Фотоснимок | Датировка             | Примечания | Класс |
| ------------------------------------------- | ------------------------------------------------- | ---------- | --------------------- | --- | ----- |
| св. Андрея в Роксетере                      | Шропшир 52°40′12″ с. ш. 2°38′50″ з. д.            |            | англосаксонская эпоха | Церковь построена на месте римского города Вирокониума в англосаксонские времена с использованием камней из римских общественных построек. Купель покоится на базе колонны. Церковь изменялась с XII по XIX века, но к концу XIX века население покинуло эти места. | I     |
| Святой Троицы в Блатервике                  | Нортгемптоншир 52°33′04″ с. ш. 0°33′52″ з. д.     |            | XI в.                 | Церковь относилась к ныне снесённому поместью Блатервик-холл. В результате переделок на протяжении веков церковь имеет готический облик, но сохраняет и некоторые романские черты: два портала, проём колокольни, арку в башне и нижнюю аркаду. | II*   |
| св. Николая в Литлборо                      | Ноттингемшир 53°20′03″ с. ш. 0°45′48″ з. д.       |            | XI в.                 | Церковь построена близ переправы через Трент на римской дороге из Линкольна в Йорк. Здание сохранило свой простой романский облик, мало изменившийся за его историю. Лишь в 1832 году добавлено вестри, а в XIX и XX веках прошли реставрации. | I     |
| св. Михаила в Майклчёрче                    | Херефордшир 51°55′34″ с. ш. 2°41′50″ з. д.        |            | 1056 (?)              | Церковь стоит уединённо в полях и выполнена в простом романском стиле. Содержит росписи XIII века и реконструированный римский алтарь. | I     |
| св. Освальда в Лессингтоне                  | Глостершир 51°53′19″ с. ш. 2°17′52″ з. д.         |            | 2-я пол. XI в.        | Церковь была капеллой святого Освальда от приората св. Освальда в Глостере. В 1875 году всё здание, кроме романской башни, было выстроено заново, но непрочно, и в течение XX века здание так обветшало, что в 1975 году, через три года после закрытия церкви, было снесено. | II*   |
| старая церковь св. Варфоломея в Нижнем Сэпи | Вустершир 52°14′21″ с. ш. 2°26′30″ з. д.          |            | 1-я пол. XII в.       | Церковь расположена на высоком берегу речки в конце извилистой дороги. В 1877 году взамен неё была построена новая церковь св. Варфоломея в ближайшей деревне. и средневековое здание с тех пор использовалось одной фермой. В 1990 году отреставрировано и внесено в списки памятников культуры Великобритании. | II*   |
| св. Петра в Нортгемптоне                    | Нортгемптоншир 52°14′11″ с. ш. 0°54′12″ з. д.     |            | 1130-40               | Церковь является хорошим образцом романского стиля. Она претерпела викторианскую реставрацию в 1850-е годы под руководством Джорджа Гилберат Скотта и в 1878-79 годах под руководством его сына Джона Олдрида Скотта, которые использовали в интерьере росписи по трафаретам. Церковь закрыта 1995 году, ущерб, нанесённый росписям сыростью и конденсатом, исправлен.                                                                           | I     |
| Девы Марии в Айстоне                        | Ратленд (графство) 52°35′59″ с. ш. 0°43′57″ з. д. |            | XII в.                | Церковь модифицировалась в XIII—XV веках и решена, по большей части, в стиле перпендикулярной готики. В церкви сохранились остатки росписей по стенам, часть витражей XV века и памятник с весьма пострадавшим изображением погребённого. | II*   |
| Святого Креста в Бёрли                      | Ратленд (графство) 52°40′57″ с. ш. 0°41′43″ з. д. |            | XII в.                | Церковь построена из камня разных цветов в различных стилях, например, нижняя аркада с северной стороны — романская, а с южной — готическая. В ней находится памятник гувернантке детей короля Георга III Шарлотте Финч (скульптор Френсиси Легатт Чантри). | II*   |
| Всех Святых в Чадсханте                     | Уорикшир 52°10′28″ с. ш. 1°29′26″ з. д.           |            | XII в.                | Длинная, низкая и массивная церковь сочетает черты нормандского и готического стилей. Неф — середины XII века, верхний ярус окон — XV, башня — XVII, алтарная часть и северный трансепт датируются около 1730 года | II*   |
| св. Михаила в Котеме                        | Ноттингемшир 53°01′12″ с. ш. 0°49′03″ з. д.       |            | XII в.                | После достроек и перестроек XIV—XV веков башня и западная оконечность нефа были разобраны в XVIII веке. В части окон — переплёт в стиле украшенной готики, в остальных — перпендикулярный. В интерьере есть резные средневековые консоли и частично скрытые памятники XIV века. | II*   |
| свв. Михаила и Мартина в Истлич-Мартине     | Глостершир 51°44′43″ с. ш. 1°42′31″ з. д.         |            | XII в.                | Портал церкви романский, а окна — различных периодов английской готики. Здесь служил помощником приходского священника Джон Кибл — один из основателей Оксфордского движения. | I     |
| Эльстонская часовня                         | Ноттингемшир 53°01′35″ с. ш. 0°51′53″ з. д.       |            | XII в.                | Эта небольшая постройка, стоящая посреди поля, является бывшей приходской церковью и отличается романским южным порталом и несколькими слоями росписей в интерьере. | I     |
| св. Григория во Фледборо                    | Ноттингемшир 53°14′26″ с. ш. 0°47′05″ з. д.       |            | XII в.                | К XII веку относится нижняя часть башни, а остальное, главным образом, XIV века со следами ремонтов в 1764, 1890 и 1912 годах. В этой церкви в 1820 году женился Томас Арнолд, в будущем директор школы Регби и реформатор английского образования. | I     |
| св. Варфоломея во Фурто                     | Нортгемптоншир 52°04′51″ с. ш. 0°52′22″ з. д.     |            | XII в.                | Церковь относится к опустевшей средневековой деревне Фурто и датируется XII веком. Деревня исчезла, когда дорога из Лондона в Нортгемптон сдвинулась в сторону от неё. Церковь закрыта в 1920 году, в ней хранились архивы Нортгемптонского общества любителей старинных документов. Во время Второй мировой войны окна в здании были выбиты взрывом бомбы.                                                                                      | II*   |
| Всех Святых в Кедлстоне                     | Дербишир 52°57′33″ с. ш. 1°32′12″ з. д.           |            | XII в.                | Церковь при поместье Кедлстон-холл, которым более 700 лет владеет род Керзонов. При строительстве существующего здания (1759 год) деревня Кедлстон была выселена и на этом месте посажен парк. В церкви 35 памятников членам семьи Керзонов. | I     |
| Всех Святых в Лестере                       | Лестершир 52°38′06″ с. ш. 1°08′27″ з. д.          |            | XII в.                | На момент постройки церковь находилась в самой середине города, но затем он стал расти в другие стороны. К XIX веку здание обветшало и подверглось нескольким ремонтам и викторианским реставрациям. В 1960-х годах новая дорожная развязка отрезала церковь, и в 1982 году она закрылась. | I     |
| св. Леонарда в Линли                        | Шропшир 52°35′00″ с. ш. 2°27′50″ з. д.            |            | XII в.                | Построена в XII веке из местного песчаника в качестве часовни для тех, кому трудно добраться до основной приходской церкви святой Троицы в Мач Уэнлоке. Башня того же века, но позднее. Стиль — почти полностью романский, план очень прост — неф, алтарная часть и башня на западном фасаде, покрыта черепицей. Викторианская реставрация прошла в 1858 году под руководством Артура Бломфилда.                                                 | I     |
| св. Марии в Малом Уошборне                  | Глостершир 51°59′58″ с. ш. 2°01′02″ з. д.         |            | XII в.                | Церковь очень простая, состоит только из нефа и алтаря, перестраивалась в XVIII веке. В ней сохранились закрытые скамьи и восьмиугольная кафедра со звукоотражательным навесом. | II*   |
| Иоанна Керстителя в Лланротале              | Херефордшир 51°51′48″ с. ш. 2°46′12″ з. д.        |            | XII в.                | Церковь стоит уединённо близ границы Англии и Уэльса над рекой Монноу. Одно из окон — романское, остальное здание, главным образом, в более позднем стиле английской готики. Алтарная часть и вестри реставрированы в XX веке. | II*   |
| Николавя Мир-ликийского в Озлуорте          | Глостершир 51°38′17″ с. ш. 2°17′55″ з. д.         |            | XII в.                | Одна из всего двух церквей в Глостершире, имеющих шестиугольную башню. Башня романская, приблизительно XII века, алтарная часть и неф построены в следующем столетии. В восточном окне имеются фрагменты средневековых витражей. | II*   |
| Церковь в Пендоке                           | Вустершир 52°00′05″ с. ш. 2°16′04″ з. д.          |            | XII в.                | Церковь стоит уединённо у трассы М50, к северу от неё раскопана средневековая деревня. Церковь строилась в XII, XIV веках, и в XV веке добавлена западная башня. | I     |
| Петра и Павла в Престоне                    | Нортгемптоншир 52°11′37″ с. ш. 0°50′53″ з. д.     |            | XII в.                | Церковь была оставлена после реформации и частично снесена. В алтарной части устроили псарню, а на башне — голубятню. Около 1622 года церковь была серьёзно отремонтирована. | II*   |
| св. Мартина в Престон-Габбелс               | Шропшир 52°46′18″ с. ш. 2°45′17″ з. д.            |            | XII в.                | Существующее здание представляет собой лишь алтарную часть средневековой приходской церкви. К ней в 1866 году был пристроен новый неф, который уже в 1973 году почти полностью снесли. Резьба по дереву выполнена в XIX веке викарием церкви преподобным Э. Д. Пулом. | II*   |
| св. Варфоломея в Ричард-касле               | Херефордшир 52°19′42″ с. ш. 2°45′29″ з. д.        |            | XII в.                | Церковь стоит близ одноимённых за́мка и деревни у англо-уэльской границы. Башня отдельная и имеет самостоятельный статус наследия I класса. | I     |
| св. Марии в Шрусбери                        | Шропшир 52°42′31″ с. ш. 2°45′05″ з. д.            |            | XII в.                | Крупнейшая церковь в Шрусбери была основана в XII веке как коллегиальная, и достраивалась и перестраивалась в следующие века. Около 1792 года крупную рестарвацию произвёл Томас Телфорд. В 1894 году обрушилась верхушка шпиля, которую восстанавливал сын Джорджа Гилберта Скотта Джон Олдрид Скотт. Церковь закрыта в 1987 году. | I     |
| св. Иакова в Стирчли                        | Шропшир 52°39′26″ с. ш. 2°26′43″ з. д.            |            | XII в.                | Романская алтарная часть выстроена из песчаника, а неф и башня — кирпичные в георгианском стиле. Церковь и кладбище находятся в реестре древних памятников. | I     |
| свв. Космы и Дамиана в Стретфорде           | Херефордшир 52°11′50″ с. ш. 2°48′56″ з. д.        |            | XII в.                | Церковь во имя двух святых — покровителей врачей и хирургов — почти так же широка, как длинна, потому что состоит из двух построенных бок о бок под общей крышей нефов и алтарей. | I     |
| св. Михаила в Аптоне                        | Нортгемптоншир 52°14′08″ с. ш. 0°57′03″ з. д.     |            | XII в.                | Эта церковь была часовней при поместье Аптон-холл, затем до 1966 года была часовней для живущих далеко от основной церкви прихожан св. Петра в Нортгемптоне. В Аптон-холле ныне располагается школа, которая помогает содержать церковь. | I     |
| св. Михаила в Аптон-Крессете                | Шропшир 52°31′44″ с. ш. 2°30′31″ з. д.            |            | XII в.                | Церковь стоит уединённо на склоне холма. Южный портал, часть окон, аркада ныне утраченного северного бокового нефа и алтарная арка — в нормандском стиле, одна из росписей датируется около 1200 года. | II    |
| Иоанна Крестителя во Уэйкерли               | Нортгемптоншир 52°34′56″ с. ш. 0°35′22″ з. д.     |            | XII в.                | Церковь стоит высоко над долиной реки Уэлланд и построена, большей частью, в готическом стиле, но содержит романскую алтарную арку на колоннах с капителями в том же стиле и несколько романских консолей. | I     |
| св. Марии во Уормсли                        | Херефордшир 52°07′32″ с. ш. 2°50′16″ з. д.        |            | XII в.                | Церковь расположена в живописной холмистой местности. Неф, портал и купель — романские, звонница — XIII века, алтарная часть, вероятно, перестроена в XIX веке. | II*   |
| Яттонская часовня                           | Херефордшир 51°58′15″ с. ш. 2°32′40″ з. д.        |            | XII в.                | Изначально приходская церковь, она утратила этот статус в 1841 гшоду после того, как новая была построена в другом месте. Яттонская часовня стоит в конце извилистой аллеи близ фермы, основной стиль её — романский, но изменения вносились в XII веке и далее, звонница построена около 1600 года. | II*   |
| св. Петра в Оллекстоне                      | Лестершир 52°35′43″ с. ш. 0°47′40″ з. д.          |            | ок. 1160              | Северная аркада церкви романская, а южная — готическая, башня — XV века. В XVI веке боковые нефы были разобраны и восстановлены в рамках викторианской реставрации в 1862-63 годах. | II*   |
| Всех Святых в Шорнкоте                      | Глостершир 51°40′09″ с. ш. 1°57′54″ з. д.         |            | ок. 1170              | Изначально романская церковь была достроена в XIV веке в стиле английской готики, тогда же добавлена звонница. В 1883 году прошла викторианская реставрация под руководством Уильяма Баттерфилда. Сохранились романская купель и средневековые росписи. | II*   |
| св. Андрея в Крэнфорде                      | Нортгемптоншир 52°23′09″ с. ш. 0°38′38″ з. д.     |            | II пол. XII в.        | Церковь относится к поместью Крэнфорд-холл, для обитателей которого в 1847 году к ней был пристроен северный трансепт. Северная аркада в нефе — романская, на протяжении веков делались добавления и переделки в готическом стиле. | II*   |
| св. Николая в Глостере                      | Глостершир 51°52′07″ с. ш. 2°14′57″ з. д.         |            | ок. 1190              | Изначально нормандская, эта церковь уже в XIII столетии была перестроена в готическом стиле, а башня со шпилем добавлены в XV веке. Уже в 1643 году в ходе гражданской войны случилось прямое попадание в шпиль пушечного снаряда. В 1783 году шпиль был укорочен и стал местной достопримечательностью. Церковь ремонтировали после пожара в 1901 году, в 1927-м — стабилизировали башню, в 1935-38 годах заново выстроен северный боковой неф. | I     |
| св. Марии в Гарторпе                        | Лестершир 52°46′47″ с. ш. 0°46′07″ з. д.          |            | нач. XIII в.          | Северная аркада церкви — романская, но к зданию сдеалано много добавлений в готическом стиле, в том числе башня — в перпендикулярном. После закрытия церкви пришлось ремонтировать северный боковой неф. | I     |
| Всех Святых в Олдвинкле                     | Нортгемптоншир 52°25′20″ с. ш. 0°30′52″ з. д.     |            | XIII в.               | Церковь начата в XIII веке, и строительство продолжалось в течение следующих двух столетий. В 1488—89 годах построена поминальная капелла семейства Шамбр (англ. Chambre). Церковь не использовалась с 1890-х годов, хотя объявлена закрытой только в 1976, и с тех пор является музеем архитектуры. | I     |
| св. Свитуна во Брукторпе                    | Глостершир 51°48′30″ с. ш. 2°14′24″ з. д.         |            | XIII в.               | У церкви весьма нехарактерная двускатная крыша на башне. Северный боковой неф добавлен в 1892 году. На портале имеется хронограмма, в которой зашифрована дата казни Карла I. В интерьере — памятник архитектору, деятелю Движения искусств и ремёсел Дитмару Блоу, выполненный скульптором Эриком Гиллом. | II*   |
| Михаила и Всех Ангелов во Браунсовере       | Уорикшир 52°23′31″ с. ш. 1°15′14″ з. д.           |            | XIII в.               | Изначально церковь была вспомогательной часовней для прихожан, живших далеко от основной церкви, строилась в XIII—XV веках, но была почти полностью перестроена в XIX веке архитектором Джорджем Гилбертом Скоттом для хозяина поместья Браунсовер-холл Эшли Боутон-Лея. Орган церкви — в корпусе 1660 года изготовления, перенесённом в конце XIX века из кембриджского колледжа святого Иоанна.                                                | II*   |
| св. Иакова в Чарфилде                       | Глостершир 51°37′05″ с. ш. 2°24′26″ з. д.         |            | XIII в.               | Церковь сильно перестроена в XV веке на средства, полученные от продажи шерсти, но уже в XVIII веке окрестности церкви опустели. Башня покрыта необычной двускатной крышей и ограждена зубчатым парапетом. | I     |
| св. Петра в Дине                            | Нортгемптоншир 52°31′27″ с. ш. 0°35′54″ з. д.     |            | XIII в.               | В XVI веке церковь перешла к Браднеллам, которые купили поместье Дин-парк. В 1869 году бо́льшая часть церкви была перестроена Уайеттом, а в 1890 году Бодлей заново отделал алтарную половину. | II*   |
| Михаила и Всех Ангелов в Эдмондторпе        | Лестершир 52°44′56″ с. ш. 0°43′49″ з. д.          |            | XIII в.               | Башня и алтарная часть — XIII века, боковые нефы пристроены в XIV-м, верхний ярус нефа и алтарной части возведён в XV веке. Церковь подвергалась викторианской реставрации . | I     |
| св. Кутберта в Холм-Лэйси                   | Херефордшир 52°00′34″ с. ш. 2°37′48″ з. д.        |            | XIII в.               | Церковь стоит уединённо, и, по всей видимости, относилась к брошенной деревне, а затем перешла к поместью Холм-Лэйси семьи Скюдамор. Башня — XIV века, капелла и крыльцо — XV-го. | I     |
| св. Вильфрида в Нижнем Марнэме              | Ноттингемшир 53°12′56″ с. ш. 0°47′36″ з. д.       |            | XIII в.               | Церковь изменяли в XIV, XV и XIX веках. Северная аркада нефа покоится на круглых колоннах с круглыми капителями, а южная — на восьмиугольных столбах с примкнутыми колонками. | I     |
| св. Арильды в Олдбери-на-Холме              | Глостершир 51°35′33″ с. ш. 2°15′47″ з. д.         |            | XIII в.               | Одна из всего двух церквей, посвящённых местной святой деве-мученице Арильде Олдберийской, жившей, предположительно, в V или VI веке. Церковь восходит к XIII веку, но по большей части выстроена в XV или начале XVI века в перпендикулярном стиле. | II*   |
| св. Мартина Турского в Саундби              | Ноттингемшир 53°22′58″ с. ш. 0°49′14″ з. д.       |            | XIII в.               | К XIII веку относится северная аркада, но церковь перестраивалась в XIV, XV и XVI веках, башня возведена в 1504 году. В XIX веке здание претерпело викторианскую реставрацию. Часть витражей — мастерской Кемпа. | I     |
| св. Марии в Шиптон-Соларсе                  | Глостершир 51°51′54″ с. ш. 1°57′22″ з. д.         |            | XIII в.               | К XVII веку церковь обветшала и была закрыта, в XIX веке даже использовалась в качестве коровника. В 1883-84 годах отремонтирована ректором, но надолго этого не хватило. После очередного ремонта в 1929 году церковь использовалась время от времени, пока в 2005 году не была окончательно закрыта. | I     |
| св, Петра во Вольфхемпкоте                  | Уорикшир 52°17′00″ с. ш. 1°13′30″ з. д.           |            | XIII в.               | Церковь стоит уединённо среди курганов, оставшихся от опустевшей деревни, отвалов заброшенного канала и насыпей закрытой железной дороги. Она существенно перестраивалась в XIV веке, в XV был добавлен оконный ярус, во второй половине XVI века пристроена башня. В 1848 году с восточной стороны пристроен мавзолей. | II*   |
| Капелла Толботов                            | Шропшир 52°45′47″ с. ш. 2°24′27″ з. д.            |            | XIII в.               | Южная капелла при алтарной части — всё, что осталось от церкви, снесённой в 1802 году. Капелла была сохранена потому, что принадлежала графам Шрусбери и ныне является погребальной капеллой семьи Толботов. | II*   |
| Церковь в Мортон-Джефрисе                   | Херефордшир 52°08′00″ с. ш. 2°34′53″ з. д.        |            | XIII-XIV вв.          | Церковь не посвящена никакому святому. Архитектура её очень проста — длинное низкое строение содержит под общей крышей неф и алтарь, увенчано звонницей и имеет крыльцо с южной стороны. В интерьере — закрытые скамьи и резная кафедра времён Якова Стюарта с аба-вуа. | II*   |
| Всех Святых в Биби                          | Лестершир 52°40′07″ с. ш. 1°01′10″ з. д.          |            | 1-я пол. XIV в.       | Церковь построена из ярких разноцветных материалов. Башня с укороченным шпилем — XV века, алтарь перестроен в XIX веке, тогда же добавлено южное крыльцо. | II*   |
| Башня св. Марии                             | Лестершир 52°45′40″ с. ш. 0°50′19″ з. д.          |            | 1-я пол. XIV в.       | После закрытия в 1950-е годы здание обветшало и в 1977 году было частично снесено, а частично перестроено в жилой дом, а четырёхъярусная башня, увенчанная двускатой крышей и шпилем, осталась. | II    |
| св. Михаила в Черчилле                      | Вустершир 52°10′48″ с. ш. 2°06′51″ з. д.          |            | XIV в.                | Церковь включает фрагменты более раннего здания. Викторианская реставрация состоялась в 1863 году, следующая — в 1910-м, при этом из приората в Большом Мальверне в церковь перенесены кафедра и алтарная преграда. | II*   |
| Всех Святых в Холденби                      | Нортгемптоншир 52°18′08″ с. ш. 0°59′12″ з. д.     |            | XIV в.                | Церковь заменила более раннее здание на этом месте. В 1570-е годы сэр Кристофер Хэттон выселил деревню, чтобы построить поместье, и церковь оказалась изолирована. Алтарная часть её перестроена в 1843-44 годах, а в 1867-68 прошлам викторианская реставрация под руководством Джорджа Гилберта Скотта. Места для клириков на хорах — из Линкольнского собора.                                                                                 | II*   |
| Всех Святых в Спечли                        | Вустершир 52°10′48″ с. ш. 2°06′51″ з. д.          |            | XIV в.                | Церковь относится к поместью Спечли-парк. Южная капелла с памятниками семьи Беркли пристроена в 1614 году хозяином поместья сэром Роулендом Беркли, башня, вероятно, построена позже в XVII веке. Крупнейшее погребение в капелле — сэра Роуленда и его жены, состоит из фланкированного обелисками саркофага с двумя портретными изображениями под кессонированным балдахином.                                                                  | II*   |
| Иоанна Крестителя в Стрэнсхеме              | Вустершир 52°03′50″ с. ш. 2°07′54″ з. д.          |            | XIV в.                | Церковь каменная, но снаружи полностью оштукатурена. В алтаре — памятники семье Расселов, начиная со второй половины XIV века. Западная галерея является реконструкцией дубовой преграды XV или XVI века, которая покрыта искусной резьбой и несёт 23 живописные панели. | I     |
| св. Михаила в Стреттоне-в-полях             | Лестершир 52°42′15″ с. ш. 1°33′06″ з. д.          |            | XIV в.                | Башня церкви построена в XV веке, оконный ярус в нефе — столетием позже. Гпиль перестроен в 1889 году, остальное здание отреставрировано в 1911-м. В нём сохранились полностью закрытые скамьи XVIII века и резное надгробие 1489 года. | II*   |
| Марии Магдалины в Бэтлфилде                 | Шропшир 52°45′03″ с. ш. 2°43′25″ з. д.            |            | 1406-09 гг.           | Церковь построена на месте битвы при Шрусбери, произошедшей в 1403 году в качестве часовни, но уже в 1410 году была основана коллегия. В 1548 году, после тюдоровской секуляризации, коллегия была распущена, а церковь стала приходской. В XVIII веке крыша нефа рухнула, и он был заброшен, а алтарная часть реконструирована в стиле классицизма. Викторианская реставрация прошла в 1860-62 годах, пристроена погребальная капелла.          | II*   |
| св. Леонарда в Бриджнорте                   | Шропшир 52°32′14″ с. ш. 2°25′07″ з. д.            |            | XV в.                 | Боковые нефы сильно пострадали в 1646 году в ходе гражданской войны от взрыва складированных там боеприпасов в результате попадания пушечного ядра. Крыша нефа восстановлена в 1662 году, но боковые нефы — только в ходе нескольких викторианских реставраций в XIX веке. В 1878 году к северной стороне алтарной части пристроена библиотека.                                                                                                  | II*   |
| св. Свитуна в Вустере                       | Вустершир 52°11′33″ с. ш. 2°13′13″ з. д.          |            | XV в.                 | Башня церкви построена в XV веке, а всё остальное здание в 1734—1736 годах перестроено, а башня заново отделана. Сейчас здание считается хорошим образцом ранней георгианской церковной архитектуры и содержит подлинные закрытые скамьи, купель и кафедру XVIII века. После закрытия церковь используется для службы по особым поводам, а также в качестве концертного зала.                                                                    | I     |
| св. Лаврентия в Ившеме                      | Вустершир 52°05′29″ с. ш. 1°56′51″ з. д.          |            | 2-я пол. XV в.        | Это одна из двух церквей, основанных в городе в XII веке монахами Ившемского аббатства. После тюдоровской секуляризации приход последовал традиции «низкой церкви», что привело его к бедности, и здание к 1718 году так обветшало, что им стало невозможно пользоваться. После крыпной реставрации в 1836-37 годах церковь вновь открылась, но в течение XX века приход угас, и в 1978 году её закрыли.                                         | II*   |
| Уиткотская часовня                          | Лестершир 52°38′38″ с. ш. 0°49′31″ з. д.          |            | 1-я пол. XVI в.       | Изначально частная часовня при поместье Уиткот-холл, позднее она стала приходской церковью. Отреставрирована в 1744 году, весь существующий интерьер — XVIII века, организованный по примеру коллегиальных капелл: скамьи расположены по боковым сторонам зала. Заалтарный образ — в стиле возрождения. Сохранились витражи 1530—1540 годов, которые приписывают Галиону Хону, мастеру, работавшему на короля Генриха VIII.                      | I     |
| св. Вербурги в Дерби                        | Дербишир 52°55′24″ с. ш. 1°28′52″ з. д.           |            | 1601                  | Церковь древняя, но башня перестроена в 1601 году, алтарная часть — в 1699, они находятся под опекой Фонда сохранения церквей, а неф, перестроенный в 1893-94 годах Артуром Бломфилдом, закрыт в 1990 году и используется как коммерческая недвижимость It was reopened as a church building in 2017.. | II*   |
| св. Петра в Эддерли                         | Шропшир 52°57′08″ с. ш. 2°30′21″ з. д.            |            | 1635-37               | Около S1970 года эта церковь была разделена: нефом и башней пользуется приход, а трансепты и алтарная часть сохраняются фондом. Старейшая часть здания — северный трансепт (1635-36 гг.), построенный как погребальная капелла семьи Нидхем. Чугунные оконные рамы отлиты на местном заводе в Севернском ущелье. Купель — романская, со средневековой надписью.                                                                                  | I     |
| Всех Святых в Биллесли                      | Уорикшир 52°12′34″ с. ш. 1°47′07″ з. д.           |            | 1692                  | Георгианская церковь была приходской для деревни Биллесли и поместья Биллесли-холл. Хозяева поместья занимали южный трансепт, в котором даже сделан камин. В трансепте находятся два камня с резьбой XII века. | I     |
| св. Марии в Пэтсхалле                       | Staffordshire 52°36′12″ с. ш. 2°17′45″ з. д.      |            | 1742                  | Церковь спроектирована Джеймсом Гиббсом для 2-го барона Эстли, сэра Джона взамен средневековой церкви на этом же месте. В 1874 году пристроены северный боковой неф, колокольня и купол. В церкви похоронены члены семьи Эстли. | II*   |
| св. Марии Магдалины в Крум-д-Абито          | Вустершир 52°06′13″ с. ш. 2°10′02″ з. д.          |            | 1758                  | В 1750-х сэр Джордж Ковентри, 6-й граф, нанял Ланселота Брауна для проектирования фасада и Роберта Адама для разработки интерьера, в результате чего получился георгианский интерьер в церкви в стиле готического возрождения. В алтаре находятся памятники членам семьи Ковентри, в том чсиле перенесённые из старой церкви неподалёку. | I     |
| св. Марии Магдалины в Стэйплфорде           | Лестершир 52°45′19″ с. ш. 0°47′55″ з. д.          |            | 1783                  | Церковь архитектора Джорджа Ричардсона расположена в поместье Стэйплфорд-парк и построена 4-м графом Харборо сэром Робертом Шерардом. Была одновременно приходской и семейной, в неё были перенесены памятники из старой церкви на этом же месте. | I     |
| Мильтонский мавзолей                        | Ноттингемшир 53°14′57″ с. ш. 0°55′47″ з. д.       |            | 1832                  | Неоклассическую церковь в память о жене герцога Генри Пелэм-Клинтона спроектировал Роберт Смёрк. Она использовалась как семейная усыпальница и приходская церковь, закрытая в 1950-х годах. | I     |
| Девы Марии в Язоре                          | Херефордшир 52°06′51″ с. ш. 2°52′08″ з. д.        |            | 1843-55               | Церковь заменила более старое здание неподалёку и была выстроена на средства сэра Ювдейла Прайса и его сына сэра Роберта, 2-го баронета. Архитектором был Джордж Мур, но шпиль и элементы интерьера спроектировал ректор преподобный Р. Л. Фрир. Всем троим установлены памятники. | II    |
| Спаса в Тетбери                             | Глостершир 51°38′17″ с. ш. 2°09′49″ з. д.         |            | 1848                  | Церковь построена в 1848 году как часовня для бедняков, которые не могли оплатить скамью в основной приходской церкви. Проект выполнил местный архитектор Сэмюэл Даукс при содействии Пьюджина и витражной мастерской Джона Хардмана. Закрыта в 1974 году. | II*   |
| Иоанна Крестителя в Эйвон-Дассетте          | Уорикшир 52°08′47″ с. ш. 1°24′07″ з. д.           |            | 1868                  | Церковь стоит на крутом склоне. Нынешнее здание Чарльза Бакериджа в 1868 году заменило более раннее, от которого осталась только романская северная аркада XII века, всё остальное — неоготика, стилизованная под начало XIV века. | II*   |
| св. Ботольфа во Уордли                      | Ратленд (графство) 52°35′42″ с. ш. 0°46′34″ з. д. |            | 2-я пол. XII в.       | Южный портал церкви датируется около 1175 года, неф — началом XIII века, башня — XIV-го. | II*   |
| св. Петра в Тикенкоте                       | Ратленд (графство) 52°40′27″ с. ш. 0°32′12″ з. д. |            | XII в.                | Церковь известна своей тяжёлой нормандской алтарной аркой и шестичастными сводами в алтаре. Здание сильно отреставрировано в 1792 году на средства мисс Элизы Вингфилд архитектором Сэмюэлом Пеписом Кокерелем | I     |
| св. Николая в Сейнтбери                     | Глостершир 52°03′12″ с. ш. 1°49′50″ з. д.         |            | XIII в.               | Церковь построена в XIII веке, но включает нормандский южный портал и англосаксонских времён солнечные часы с разметкой по суточному богослужебному кругу над северной дверью. | I     |
| св. Кенельма в Сэппертоне                   | Глостершир 51°43′46″ с. ш. 2°04′39″ з. д.         |            | XII в.                | Церковь построена в XII веке, содержит собрание украшенных надгробий. | I     |